# Lieftinckia kimminsi
Lieftinckia kimminsi – gatunek ważki z rodziny pióronogowatych (Platycnemididae). Endemit Wyspy Bougainville’a w archipelagu Wysp Salomona.